# Tightrope (film)
Tightrope is een Amerikaanse film uit 1984, geregisseerd door Richard Tuggle, met Clint Eastwood in de hoofdrol.

## Verhaal
Politieagent Wes Block (Clint Eastwood) uit New Orleans probeert een serieverkrachter en -moordenaar op te sporen.

## Rolverdeling
| Acteur           | Personage        |
| ---------------- | ---------------- |
| Clint Eastwood   | Wes Block        |
| Geneviève Bujold | Beryl Thibodeaux |
| Dan Hedaya       | Det. Molinari    |
| Alison Eastwood  | Amanda Block     |
| Jenny Beck       | Penny Block      |
| Rod Masterson    | Patrolman Gallo  |
| Marco St. John   | Leander Rolfe    |